# Уэлч, Брайан
Бра́йан Фи́лип Уэлч (англ. Brian Philip Welch; род. 19 июня 1970, Лос-Анджелес, Калифорния), также известный под псевдонимом Head (Хед) — гитарист и один из основателей группы Korn, рок-группы, значительно повлиявшей на развитие стиля ню-метал. Уэлч также исполняет обязанности бэк-вокалиста.

## Ранние годы
Уэлч вырос в промышленном городке Бейкерсфилд (Калифорния). С раннего возраста Уэлч считал себя отличающимся от своих сверстников, из-за чего становился жертвой нападок и издевательств. Его единственным увлечением была музыка. Уэлч начал играть на гитаре в 10 лет. В средней школе Уэлч встретил Джеймса Шаффера, ещё одного подающего надежды гитариста, и они начали часто собираться и играть вместе.

## Музыкальная карьера

### 1991—1993
Уэлч встретил в средней школе Реджинальда «Филди» Арвизу, будущего басиста Korn, и они вместе организовали группу, названную Pierct, которая позже была переименована в Toy. После нескольких перемен в составе, в группе появился гитарист Джеймс «Манки» Шаффер, который также позже стал членом группы Korn. После раскола в группе, Арвизу и вокалист Рикк Моррилл сформировали L.A.P.D. (название группы сначала расшифрововалось как «Love and Peace, Dude» (с англ. — «Любовь и Мир, Чувак»), а позже как «Laughing As People Die» (с англ. — «Смеемся, когда люди умирают»). В группу также вошёл будущий барабанщик Korn Дэвид Сильверия и «Манки». Уэлч ездил вместе L.A.P.D. в качестве «роуди», технического работника. Группа подписала контракт с независимым лейблом Triple-X Records и выпустила в 1992 году 12-дюймовый сингл и альбом Who’s Laughing Now. Затем группа сменила название на Creep, и Уэлч был принят в группу на постоянной основе. Когда вокалист Рикк Моррил покинул группу, Уэлч и Шаффер нашли Джонатана Дэвиса, вокалиста группы Sexart. В 1993 Дэвис присоединился к группе, и они сменили название на Korn.

### С Korn
Дебютный альбом Korn вышел в 1994 году и стал первым в серии успешных альбомов группы, включая Life Is Peachy в 1996-м, Follow The Leader в 1998-м, Issues в 1999-м, Untouchables в 2002-м и Take a Look in the Mirror в 2003-м.
22 февраля 2005 года Korn объявили, что после 13 лет совместного творчества пути группы и Брайана расходятся, и что он «…выбрал Иисуса Христа своим Спасителем, и принял решение покинуть группу». 
Прошло 7 лет, прежде чем Брайан вернулся обратно в Korn. Воссоединение произошло в мае 2012 года.

### Сольная карьера
В сентябре 2008 года состоялся долгожданный релиз сольного альбома Save Me From Myself, над которым Брайан работал с 2005 года. За альбомом последовал откровенный видеоклип на сингл «Flush», отражающий борьбу Уэлча с наркотической зависимостью. Также Head заявил о своих планах на съёмку документального фильма под названием «Омытый кровью» (Washed by Blood), который более подробно осветит его внутреннюю борьбу и дальнейший выбор жизни по христианским заветам. Фильм покажет жизнь музыканта, а также анимированные зарисовки, интервью с друзьями Брайана, приятелями и бывшими членами группы, а также путевые заметки из его благотворительной деятельности в Индии.
24 апреля 2009 года Уэлчем был отыгран первый концерт со своей группой в Phoenix First Youth Pavilion в Фениксе, Аризона. На 19 июня 2010 года был запланирован первый и единственный концерт в России, в московском клубе 1-Rock. Концерт был отменён по причинам разногласий с менеджментом группы.

### Love and Death
В феврале 2012 года был анонсирован ещё один проект — группа Love and Death. Фактически она состоит из концертного и студийного состава при записи альбома Save Me From Myself. На протяжении всей сольной карьеры Брайан Филип «Хед» Уэлч работал с множеством музыкантов, но к 2009 году был окончательно сформирован состав постоянных участников его концертов, которые впоследствии и стали участниками группы. 24 апреля 2012 года вышел первый EP группы Chemicals. 22 января 2013 года вышел полноценный альбом группы под названием Between Here And Lost.
17 марта 2016 года Хед выпустил свою книгу With My Eyes Wide Open: Miracles and Mistakes on My Way Back to KoRn. Также 15 марта 2016 года вышел сингл Love and Death «Lo Lamento», который можно было бесплатно скачать, купив книгу Брайана.

## Гитары
Основной инструмент Брайана Уэлча периода Korn — семиструнные гитары Ibanez. Некоторые из его эксклюзивных гитар изготавливались и собирались в мастерской Ibanez LA Custom Shop. В последние годы своего пребывания в Korn он вместе с Джеймсом «Манки» Шаффером принял участие в разработке авторской серии гитар Ibanez K7, выпускавшихся с 2002 по 2007 годы. Уэлч и Шаффер в основном использовали усилители Mesa Boogie (а именно, Triple Rectifier и Road King). Предпочитаемые звуковые эффекты:
- Digitech «Whammy pedal» [также известная как Digitech XP-100 Whammy Wah pedal]
- Dunlop UV-1 Uni-Vibe
- Boss PH-2 Super Phaser
- Boss CE-5 Chorus Ensemble
- Rocktron Tremolo
- Boss RV-3 delay
- Electro-Harmonix BIG MUFF Distortion

В настоящее время[когда?] Head использует преимущественно 7-струнные баритоны Ibanez.
Ibanez выпускает его подписную модель Ibanez KOMRAD20.
Кроме того, в студийных сессиях при записи сольного альбома был использован Gibson Les Paul.
В 2017 году компания ESP и Брайан начали сотрудничество, в результате которой Брайан Филип «Хед» Уэлч стал эндорсером гитар фирмы ESP. Его подписная модель — SH-7ET.

## Личная жизнь
6 июля 1998, пока Korn были на английской версии Ozzfest, жена Брайана Уэлча Ребека родила ему вторую дочь Джинни Мари Уэлч, первую же Брайан с Ребекой отдали на усыновление, о чём Уэлч рассказывает в своей книге Save Me from Myself. Группа покинула турне, чтобы Уэлч смог увидеться с женой. В настоящее время Брайан и Ребека разведены, и Брайан Уэлч является опекуном их дочери. И Брайан, и Джинни Мари проживают в Аризоне.
О происхождении своего прозвища Уэлч говорит следующее:
У меня большая голова… давайте мне любую шляпу, и она мне будет мала

### Христианство
Уверовав в Иисуса Христа, 10 марта 2005 года Брайан Уэлч принял водное крещение на реке Иордан в составе группы баптистов из Бейкерсфилда. Уэлч объявил, что полностью освободился от наркотической зависимости с помощью Господа.
После ухода Брайана Уэлча из группы Уэлч и Дэвис обрушились друг на друга со взаимными обвинениями. После того, как Уэлч обвинил Дэвиса в том, что он и оставшиеся члены Korn пекутся только о деньгах, Дэвис ответил в таком тоне, что отношения между ними некоторое время оставались напряжёнными, но сейчас это не так. В июле 2005 года Уэлч выступил на канале CNN в программе «Люди в новостях», где признал что находился в зависимости от алкоголя, метамфетамина, ксанакса и снотворного, прежде чем встал на христианский путь.
У Уэлча есть татуировки с цитатами из Библии:
- Придите ко Мне все труждающиеся и обременённые, и Я успокою вас (Мф. 11:28)
- Не собирайте себе сокровищ на земле, где моль и ржа истребляют и где воры подкапывают и крадут (Мф. 6:19)
- Блаженны чистые сердцем, ибо они Бога узрят (Мф. 5:8)

Также у Уэлча вытатуировано изображение Иисуса на руке, что, по заверению самого Брайана, удерживает его от мастурбации.

## Творчество

### C Korn
Студийные альбомы:
- Korn (1994)
- Life Is Peachy (1996)
- Follow The Leader (1998)
- Issues (1999)
- Untouchables (2002)
- Take a Look in the Mirror (2003)
- The Paradigm Shift (2013)
- The Serenity of Suffering (2016)
- The Nothing (2019)
- Requiem (2022)

Сборники:
- Greatest Hits Vol. 1 (2004)
- Live and Rare (2006)[13]

Прочее:
- Neidermeyer's Mind (1993)

### С Limp Bizkit
- Results May Vary (2003)[14]

### Сольные проекты
- Save Me from Myself (2008)

### С Love and Death
- Chemicals E.P. (2012)
- Between Here And Lost (2013)
- Perfectly Preserved (2021)

### Книги
- Save Me From Myself (2007)[15]
- Washed by Blood: Lessons from My Time with Korn and My Journey to Christ (2008)
- Stronger: Forty Days of Metal and Spirituality (2010)
- With My Eyes Wide Open: Miracles and Mistakes on My Way Back to KoRn (2015)